# 乔·埃利斯 (1944年)
约瑟夫·富兰克林·埃利斯（英語：Joseph Franklin Ellis，1944年5月3日—），美国NBA联盟前职业篮球运动员。他在1966年的NBA选秀中第2轮第13顺位被旧金山勇士选中。